# 塔瓦雷斯 (佛罗里达州)
塔瓦雷斯（英語：Tavares），是美国佛罗里达州萊克縣下属的一座城市。建立于1885年。面积约为19.3平方公里（约合7.5平方英里）。根据2010年美国人口普查，该市有人口12,919人。论人口在本州排行第138。